# Adelard
Adelard från Bath, även Adelhard, född 1080 i Bath, död 1160, var en engelsk munk.
Efter att ha studerat i Tours tillbringade han flera år i Mindre Asien, Sicilien, Nordafrika och Italien. Från Córdoba medförde han den första översättningen av Euklides Elementa till latin. Han översatte även al-Khwarizmis astronomiska tabeller, och troligen även hans aritmetik.
Han skrev även en bok med titeln "Algoritmi de numero Indorum ("Algoritmer. Om indiernas tal."), en översättning av ett arabiskt verk om indiernas aritmetik.